# 단양 청련암 목조보살좌상
단양 청련암 목조보살좌상(丹陽 靑蓮庵 木造菩薩坐像)은 충청북도 단양군 대강면 단양 사인암 바로 옆 사찰인 청련암의 본존불로 봉안되어 있는 조선시대의 불상이다. 2009년 9월 11일 충청북도의 유형문화재 제309호로 지정되었다.

## 개요
단양 사인암 바로 옆에 있는 사찰인 청련암의 본존불로 봉안되어 있는 상이다. 이 불상은 원래 청련암이 단양군 황정리 산 28에 소재했었을 때 봉안했던 아미타삼존불의 하나로 대세지보살상이다. 1954년 청련암이 이곳으로 옮겨지면서 본존상은 없어졌고, 관음보살상은 제천 원각사로 그리고 대세지보살상은 이곳으로 봉안되었다 한다. 복장은 얼마 전까지 있었으나 지금은 도난되어 없다고 한다.
불신과 보관 전면에 도틀거리는 금칠이 두텁게 되어 있어서 재질이나 상의 양식을 파악하기 어려웠다. 최근에 이를 벗겨내고 새로 개금을 하게 되었으며, 금박을 벗겨낸 결과 속에 오래된 목불의 형태가 잘 남아 있음을 확인할 수 있었다. 나무는 은행나무이고, 조각기법은 무릎 앞면만 붙이고 불신은 通造이며 머리도 한나무로 조각되었다.
높은 보관을 쓴 보살상으로 전체적인 모습은 불신에 비해 얼굴이 작은 편이다. 보관 안의 머리는 높게 보발을 묶고 일부는 어깨로 늘어뜨리고 있다. 옷은 조선시대 후기 불상의 일반적인 표현처럼 대의를 오른쪽 어깨만을 둥글게 가린 편단우견에 속에 편삼을 입고 있는 형상이다. 편삼자락이 대의에 낀 모습이 도식적으로 표현되어 배 부분에 둥근 옷 주름이 옆으로 두 번 겹쳐 있는 형상인데, 충북지역의 목조상에서 자주 볼 수 있는 특징이다. 손은 아미타인으로 따로 만들어 끼었으며 몸에 비해 크게 조각되었다. 보관 역시 나무로 형상을 만들고 표면에 화염문과 운문, 새 등을 금속으로 조각하여 부착하였으나 다소 부식이 있다.
무릎 부분의 양감이 좋고 옷 주름선도 유려하며 불신의 단순하면서도 부드러운 양감이 잘 표현된 상이다. 뒷면의 네모난 선은 조성시 속을 파기위해 뚫었던 것이고 현재는 다시 접착되어 있다. 이 상의 조성시기는 정확히 알 수 없으나, 인근에 있는 제천 신륵사의 목조삼존불상(擁正 8년, 1730년 작)과 양식적으로 연관을 보이는 것으로 보아서 18세기 전반 작으로 추정된다.
청련암의 목조대세지보살좌상은 비교적 큰 규모의 불상으로 제천 원각사의 목조관음보살상과 더불어 원 청련암의 아미타삼존상이었던 유래가 있는 상으로, 양식적으로도 같은 특징을 보임을 확인할 수 있다. 배 부분에 둥근 옷 주름이 옆으로 두 번 겹쳐 있는 점이 특징인데, 이와 같은 예는 제천 신륵사의 목조보살좌상(1730년)에서도 볼 수 있어서 양식적으로는 18세기 전반 충북지역에서 유행한 불상양식의 한 특징을 잘 나타내고 있다.

## 참고 자료
- 단양 청련암 목조보살좌상 - 국가유산청 국가유산포털